# Принцесса Марса
«Принцесса Марса» (первоначальное название «Под лунами Марса», в русском переводе также выходил как «Дочь тысячи джеддаков») — фантастический роман Эдгара Райса Берроуза, первый в его марсианской серии. Классический пример pulp-fiction начала XX века.
Жанр романа в англоязычной литературе определялся как планетарная фантастика. Он основывался на научной гипотезе существования обитаемого, но умирающего мира, созданной известным астрономом Персивалем Лоуэллом. Цикл был популярен, оказав воздействие на Рэя Бредбери, Артура Кларка и Роберта Хайнлайна. Карл Саган указывал, что именно чтение романов Берроуза в детстве побудило его заняться астрономией и проблемами внеземной жизни.

## Сюжет
Главный герой романа — Джон Картер, капитан армии Конфедеративных Штатов, время действия — 1866 год. После поражения конфедератов в Гражданской войне Картер решается отправиться в Аризону, чтобы добывать золото. После стычки с индейцами, убившими его друга, на него нападает странный паралич, но герой не умирает, и, обретя второе тело, оказывается на Марсе. Первоначально он попадает в кочевое племя тарков — одной из рас, населяющих эту планету. Тарки мало похожи на людей, склонны к жестокости и ведут кочевой образ жизни. Картер, благодаря меньшему притяжению на Марсе, имеет выдающиеся физические данные и приобретает высокое положение в племени и дружбу одного из вождей — Тарс Таркаса. Вскоре тарки уничтожают воздушный корабль и захватывают в плен прекрасную принцессу Гелиума — Дею Торис. Она принадлежит расе красных марсиан, похожих на людей, создавших высокую цивилизацию. Картер помогает ей бежать.
Во время странствий по Марсу, Джон Картер проникается к Дее Торис высокими чувствами, но она оказалась схвачена принцем Зоданги — извечного врага Гелиума. Благодаря помощи тарков, Джон Картер разрушает Зодангу и присоединяет её к Гелиуму. Он женится на Дее Торис и становится принцем Гелиума, но вскоре начинается катастрофа: на Марсе не хватает воздуха, так как атмосферная станция, где искусственно вырабатывается воздух, останавливается. Картер покидает свою жену, чтобы запустить фабрику, но не умирает, а воскресает в теле на Земле, которое пролежало в Аризоне более десяти лет. Он остаётся жить на Земле в вечной тоске, созерцая красный диск Марса…

### Персонажи
- Джон Картер — капитан армии США, родом из Виргинии. Дата рождения неизвестна, он очень стар, хотя внешне всегда выглядит тридцатилетним. Детства не помнит. Превосходный фехтовальщик и наездник. Рост — шесть футов два дюйма (188 см). Автор-рассказчик (отождествляемый с самим Берроузом) пишет, что перед смертью в 1886 году, Джон Картер приказал похоронить его, не вскрывая и не бальзамируя тела, в склепе, который можно открыть только изнутри.
- Дея Торис — принцесса Гелиума, дочь и внучка его правителей Морса Каяка и Тардоса Морса (Гелиум — двойной город, управляемый двумя правителями). Необычайная красавица, в первых трёх романах серии главной сюжетной линией служат истории о захвате Деи Торис в плен разными правителями марсианских государств.
- Тарс Таркас — представитель расы тарков, верховный их правитель. Жестокий марсианский кочевник, отличающийся от соплеменников способностью любить. Верный и преданный друг Джона Картера.
- Кантос Кан — воин Гелиума, спасённый Джоном Картером из зоданганского плена.

## История создания
Берроуз начал писать роман в 1911 году, не преуспев в бизнесе. Наличие семьи и двух детей требовало заработка. Рукопись была закончена 11 августа 1911 года. Он скрывал свои литературные занятия, опасаясь, что это уничтожит его репутацию. В ноябре 1911 году рукопись была принята журналом All-Story Magazine за 400 долларов. В 1912 году роман был опубликован под названием «Под лунами Марса» и под псевдонимом Norman Bean (Берроуз хотел использовать псевдоним «Normal Bean», то есть, «нормальный, обыкновенный», но корректор исправил «Normal» на привычное «Norman»).
В 1914 году Берроуз стал популярным писателем, первыми в свет вышли три романа о Тарзане, и только в 1917 году настала очередь марсианского цикла. Тираж вышел в свет в октябре 1917 году. Все права на роман принадлежали издателю.

## Жанровая принадлежность
Традиционно роман считается научно-фантастическим, однако в англоязычном мире его относят к поджанру Planetary romance, смежном с фэнтези (действие, в отличие от космической оперы, разворачивается на одной планете в докосмическую эру). Действие романов такого типа происходит на чужой экзотической планете, включая также поединки на мечах, наличие чудовищ и магии и т. д. Цивилизация Марса причудливо сочетает признаки развитого общества и предтехнологического (марсиане умеют искусственно вырабатывать атмосферу и имеют воздушный флот, но армия их оснащена холодным оружием, они разделены на племена, управляемые абсолютными правителями). Для жанра характерно и сходство с вестерном (мотивы похищения красавицы, действия, разворачиваемого в пустыне и т. д.).

## Научная основа
Роман может считаться научно-фантастическим, поскольку картина Марса основывалась на гипотезе Персиваля Лоуэлла, суть которой сводится к следующему: Марс меньше Земли, остыл раньше, и на нём раньше появилась жизнь. За миллион лет до начала действия, на Марсе были океаны и развитая цивилизация. По мере испарения морей и засухи, марсианские расы и племена вступили в полосу варварства, начав бесконечную войну из-за природных ресурсов. Марсиане разделены на племена, развитые народы красной расы имеют города-государства. Исследования, проведённые фантастоведами, показали, что координаты марсианских каналов и городов, приводимые Берроузом, привязаны к картам Марса П. Лоуэлла. Равным образом, как Лоуэлл, Берроуз полагает, что на Марсе нет серьёзных сезонных колебаний климата, и он тёплый на большей части территории планеты. В то же время, книг Лоуэлла не было в домашней библиотеке писателя, и он, скорее, пользовался популярными изложениями его теорий в газетах и журналах.

## Мир Барсума
Берроуз указывает, что марсиане называют свой мир «Барсумом». Как уже было сказано выше, Барсум — умирающий мир, в котором атмосфера вырабатывается искусственно. Цивилизованные марсиане красной расы вынуждены постоянно бороться и друг с другом, и с ордами кочевников, поэтому наука и техника не развиваются, но остаются на высоком уровне, достигнутом когда-то в древности. Подробнее реалии мира Барсума были разработаны Берроузом позже, в первом романе они ещё даны пунктиром.
Изначально на Марсе жили представители трёх гуманоидных рас, неотличимых от людей: белой, чёрной и жёлтой, причём доминировали белые, которые миллион лет назад создали всепланетную империю. Красные марсиане были выведены искусственно, смешением трёх рас в начале усыхания океанов. Их города-государства построены на перекрестьях марсианских каналов. Каждый взрослый марсианин — воин. Все марсианские народы говорят на одном языке.
Правитель племени называется «джед», правитель большой державы — джеддак. Возможен и титул джеддак джеддаков.
Биологическая особенность марсиан в том, что теоретически они имеют продолжительность жизни до 1000 лет и являются яйцекладущими.
Отдельно описана раса кочевников-тарков, имеющих рост 15-16 футов (около 5 метров), четыре руки и глаза, расположенные по бокам головы. Это кочевники-варвары, не имеющие письменности, семей и понятия о частной собственности. Дети высиживаются в общих инкубаторах и не знают родителей.

## Экранизации
- Принцесса Марса (фильм) (2009, мокбастер)
- Джон Картер (фильм) (2012)

## Оригинальный текст
- Text of the novel at Project Gutenberg
- Hypertext version of Project Gutenberg text of A Princess of Mars
- Audio recording of the novel’s text at LibriVox.
- Edgar Rice Burroughs Summary Project page for A Princess of Mars